# Ichneumon erytrostoma
Ichneumon erytrostoma är en stekelart som beskrevs av Cuvier 1833. Ichneumon erytrostoma ingår i släktet Ichneumon och familjen brokparasitsteklar. Inga underarter finns listade i Catalogue of Life.